# Alfie Hale
Alfie Hale (* 28. srpna 1939, Waterford) je bývalý irský fotbalista, útočník. Po skončení aktivní kariéry působil jako trenér. 

## Fotbalová kariéra
Začínal v irské lize v Waterford United FC a Cork Hibernians FC. V letech 1960-1962 hrál anglickou ligu za Aston Villa FC. Dále hrál anglickou čtrtou ligu za Doncaster Rovers FC a Newport County AFC. Po návratu do Irska hrál postupně za Waterford United FC, Cork Celtic FC, St Patrick's Athletic FC, Limerick FC, Thurles Town FC a znovu za Waterford United FC. V Poháru mistrů evropských zemí nastoupil ve 14 utkáních a dal 2 góly. Za reprezentaci Irska nastoupil v letech 1962–1973 ve 14 utkáních a dal 2 góly. 

## Ligová bilance
| Ročník                                   | Zápasy | Góly | Klub                     |
| ---------------------------------------- | ------ | ---- | ------------------------ |
| 1. irská liga 1956/1957                  | 5      | 5    | Waterford United FC      |
| 1. irská liga 1957/1958                  | -      | 1    | Cork Hibernians FC       |
| 1. irská liga 1958/1959                  | -      | -    | Waterford United FC      |
| 1. irská liga 1959/1960                  | -      | -    | Waterford United FC      |
| Football League First Division 1960/1961 | 2      | 1    | Aston Villa FC           |
| Football League First Division 1961/1962 | 3      | 0    | Aston Villa FC           |
| Football League Third Division 1962/1963 | 41     | 9    | Doncaster Rovers FC      |
| Football League Third Division 1963/1964 | 44     | 20   | Doncaster Rovers FC      |
| Football League Third Division 1964/1965 | 34     | 13   | Doncaster Rovers FC      |
| Football League Third Division 1965/1966 | 34     | 21   | Newport County AFC       |
| 1. irská liga 1966/1967                  | -      | -    | Waterford United FC      |
| 1. irská liga 1967/1968                  | -      | 14   | Waterford United FC      |
| 1. irská liga 1968/1969                  | -      | -    | Waterford United FC      |
| 1. irská liga 1969/1970                  | 13     | 12   | Waterford United FC      |
| 1. irská liga 1970/1971                  | -      | -    | Waterford United FC      |
| 1. irská liga 1971/1972                  | -      | -    | Waterford United FC      |
| 1. irská liga 1972/1973                  | 23     | 20   | Waterford United FC      |
| 1. irská liga 1973/1974                  | -      | -    | Waterford United FC      |
| 1. irská liga 1974/1975                  | -      | 9    | Cork Celtic FC           |
| 1. irská liga 1975/1976                  | -      | 3    | St Patrick's Athletic FC |
| 1. irská liga 1976/1977                  | 7      | 2    | Limerick FC              |
| 1. irská liga 1981/1982                  | 22     | 1    | Thurles Town FC          |
| 1. irská liga 1982/1983                  | 8      | 0    | Waterford United FC      |
| CELKEM Football League First Division    | 5      | 1    |                          |

## Trenérská kariéra
Jako hrající trenér a trenér vedl irské kluby Waterford United FC, Cork Celtic FC, Cobh Ramblers FC a Kilkenny City AFC.